# Bateria do Porto de Mangaratiba
A Bateria do Porto de Mangaratiba localizava-se sobre o porto de Mangaratiba, no município de mesmo nome, no litoral sul do estado brasileiro do Rio de Janeiro.

## História
Com a difusão da lavoura cafeeira na região sul fluminense na primeira metade do século XIX, este ancoradouro adquiriu importância regional, tendo sido a povoação elevada a vila a partir de 1831, com o nome de Vila de Nossa Senhora da Guia de Mangaratiba.
O porto da vila era defendido por duas baterias que cooperavam entre si: a Bateria de Nossa Senhora da Guia de Mangaratiba, artilhada com cinco peças, e esta, artilhada com duas peças, e que, à falta de informações complementares, foi denominada simplesmente como Bateria de Mangaratiba (SOUZA, 1885:114).
Não é possível identificá-la entre as defesas do setor Sul ("Fortificações de Sepetiba") no "Mapa das Fortificações e Fortins do Município Neutro e Província do Rio de Janeiro" de 1863, no Arquivo Nacional (CASADEI, 1994/1995:70-71).